# Cinecittà
Cinecittà (de l'italià: Cine(ma) città, «ciutat del cinema») és un gran estudi cinematogràfic de Roma, situat al llarg de la via Tuscolana, a la perifèria oriental de la ciutat.
És considerada el bressol del cinema italià. Pertany a Cinecittà Luce S.p.A. i des del 1997 la gestiona Cinecittà Studios S.p.A.
S'hi han rodat més de 3.000 pel·lícules, noranta de les quals han rebut una nominació als premis Oscar i 47 han guanyat el guardó. Hi han treballat, entre d'altres, Federico Fellini, Francis Ford Coppola, Luchino Visconti i Martin Scorsese.

## Història
Aquests estudis van ser fundats l'any 1937 sota el règim feixista de Benito Mussolini i el seu cap de cinema Luigi Freddi amb un propòsit de fer propaganda sota l'eslògan "Il cinema è l'arma più forte" (el cinema és l'arma més forta). Aquests estudis van ser bombardejats per les tropes aliades durant la Segona Guerra Mundial. A la dècada de 1950 s'hi van fer nombroses pel·lícules estatunidenques com Ben Hur, i els estudis van quedar molt associats al director Federico Fellini.
Després d'un període de gairebé fallida econòmica a la dècada de 1980, Cinecittà va ser privatitzada pel govern italià.
Pink Floyd hi va fer actuacions durant la The Division Bell Tour del 19 al 21 de setembre de 1994.
El 9 d'agost de 2007 un incendi destruí uns 3000 m² de Cinecittà però no afectà els llocs on es va rodar Ben Hur. En juliol de 2018, un nou incendi va destruir els decorats de la reconstrucció de l’antiga Roma que van servir per a la sèrie de televisió Rome, produïda per HBO.
Una recreació de la Capella Sixtina va servir per al rodatge de The Two Popes de HBO en 2018.

## Produccions notables
- La dolce vita (1960)
- Satyricon
- Gangs of New York de Martin Scorsese
- The Life Aquatic with Steve Zissou de Wes Anderson
- La Passió de Crist dirigida per Mel Gibson
- La versió televisiva italiana del Big Brother ("Gran Germà"): Grande Fratello